# شهرستان لافایت (ویسکانسین)
شهرستان لافایت، ویسکانسین (به انگلیسی: Lafayette County, Wisconsin) یک سکونتگاه مسکونی در ایالات متحده آمریکا است که در ویسکانسین واقع شده‌است.

## خصوصیات
شهرستان لافایت ۱٬۶۴۴٫۶۵ کیلومترمربع مساحت دارد.